# 13275 Kathgoetz
13275 Kathgoetz è un asteroide della fascia principale. Scoperto nel 1998, presenta un'orbita caratterizzata da un semiasse maggiore pari a 2,5512921 au e da un'eccentricità di 0,1963846, inclinata di 7,67739° rispetto all'eclittica.